# Portrait de Don Juan d'Autriche à quatorze ans
Portrait de Don Juan d'Autriche à quatorze ans est un tableau peint par Alonso Sánchez Coello en 1560. Mesurant 144 × 69,2 cm, il est conservé au Musée Soumaya à Mexico, il représente Juan d'Autriche, fils illégitime de Charles Quint et de Barbara Blomberg.

## Historique
Don Juan d'Autriche est le fils illégitime du roi Charles Quint et de Barbara Blomberg. Son existence est gardée secrète, et ce n'est qu'en 1559 que son demi-frère Philippe II reconnaît le lien du sang : depuis lors, il se nomme Juan d'Autriche et reçoit le traitement d'infant de Castille.
Alonso Sánchez Coello est l'un des peintres de la cour espagnole les plus renommés de son temps. À partir de 1555 et jusqu'à la fin de sa vie, il travaille pour Philippe II. Avec son style sobre et raffiné, il marque le début de la grande tradition du portrait officiel espagnol.
Le portrait a probablement été réalisé lorsqu'Alonso Sánchez Coello était au service de Jeanne d'Autriche, afin de présenter Don Juan, alors âgé de douze ans, à la cour. C'est le seul portrait en pied de Don Juan qui nous soit parvenu,. En effet, dans un autre tableau, trouvé au monastère des Descalzas Reales, à Madrid, il est représenté à mi-corps et en armure.

## Description
Ce portrait montre Juan dans un costume de cour en velours rouge brodé de perles d'or et d'argent. La chercheuse Maria Kusche (en) l'a daté de 1560 et a suggéré la possibilité qu'il s'agisse du même costume porté par l'infant lors de la prestation de serment de Charles d'Autriche en tant que prince des Asturies la même année à Tolède.
Le tableau est influencé par les portraits réalisés par le mentor de Sánchez Coello, Antonio Moro, ainsi que par le style de portrait en pied du Titien. Dans ce portrait, l'enfant a un regard fixe et pénétrant, et le traitement du visage est en rapport avec deux portraits du personnage en question, l'un appartenant aux Erich Galleries de New York, et l'autre conservé au Musée d'Art de Saint-Louis.
Le fond de l'œuvre est entièrement noir afin de mettre en valeur le travail minutieux que le peintre a exécuté pour capturer les vêtements de l'enfant. L'une des mains de Don Juan tient un gant et repose sur une épée, tandis que l'autre repose sur sa hanche pour stabiliser sa posture. Comme dans les meilleurs portraits du genre, chez Don Juan d'Autriche (pour citer José Camón Aznar), il y a un mélange d'icône et de posture calme.
Pour le chercheur Alejandro Massó (ca), la position du personnage révèle qu'il s'apprête à exécuter un quatrain à trois temps, semblable à la jota, qui se danse en cercle fermé. C'est une danse originaire de Frechilla, province de Palencia.